# Совет Министров Казахской ССР (1971)
Список Совета Министров Казахской ССР образованного 22 июля 1971 г. постановлением Верховного Совета Казахской ССР.

## Руководство
1. Председатель Совета Министров Казахской ССР — Ашимов, Байкен.
2. Первый заместитель председателя Совета Министров Казахской ССР — Вартанян, Артем Мисакович.
3. Первый заместитель председателя Совета Министров Казахской ССР — Слажнев, Иван Гаврилович.
4. Заместитель председателя Совета Министров Казахской ССР — Билялов, Калий.
5. Заместитель председателя Совета Министров Казахской ССР — Джиенбаев, Султан Сулейменович.
6. Заместитель председателя Совета Министров Казахской ССР — Ильин, Михаил Иванович.
7. Заместитель председателя Совета Министров Казахской ССР — Моторико, Михаил Георгиевич.
8. Заместитель председателя Совета Министров Казахской ССР, председатель Государственного планового комитета Совета Министров Казахской ССР — Кетебаев, Камалбай.

## Министры
1. Министр внутренних дел Казахской ССР — Кабылбаев, Шракбек.
2. Министр высшего и среднего специального образовання Казахской ССР — Айманов, Кенжалы.
3. Министр геологии Казахской ССР — Ситько, Александр Тимофеевич.
4. Министр заготовок Казахской ССР — Даиров, Музаппар Даирович.
5. Министр здравоохранения Казахской ССР — Шарманов, Турегельды Шарманович.
6. Министр культуры Казахской ССР — Базарбаев, Муслим Базарбаевич.
7. Министр легкой промышленности Казахской ССР — Ибрагимов, Вагиз Галимович.
8. Министр лесной и деревообрабатывающей промышленности Казахской ССР — Никифоров, Михаил Валентинович.
9. Министр мелиорации и водного хозяйства Казахской ССР — Сарсембаев, Султан Момынович.
10. Министр монтажных и специальных строительных работ Казахской ССР — Хохлов, Иван Николаевич.
11. Министр мясной и молочной промышленности Казахской ССР — Зияев, Айтан.
12. Министр пищевой промышленности Казахской ССР — Шеффер, Анатолий Павлович.
13. Министр промышленности строительных материалов Казахской ССР — Паримбетов, Беркимбай Паримбетович.
14. Министр просвещения Казахской ССР — Бултрикова, Балжан.
15. Министр рыбного хозяйства Казахской ССР — Утегалиев, Исхак Махмудович.
16. Министр связи Казахской ССР — Елибаев, Абдуразак Алписбаевич.
17. Министр сельского строительства Казахской ССР — Мусин, Курган Нурханович.
18. Министр сельского хозяйства Казахской ССР — Рогинец, Михаил Георгиевич.
19. Министр строительства предприятий тяжелой индустрии Казахской ССР — Оржеховский, Эдуард Иосифович. Коркин, Александр Гаврилович (1972—1975)
20. Министр торговли Казахской ССР — Иванов, Михаил Степанович.
21. Министр финансов Казахской ССР — Ким, Илья Лукич[каз.]
22. Министр цветной металлургии Казахской ССР — Береза, Вениамин Григорьевич.
23. Министр энергетики и электрификации Казахской ССР — Батуров, Тимофей Иванович.
24. Министр юстиции Казахской ССР — Джусупов, Бекайдар.
25. Министр автомобильных дорог Казахской ССР — Гончаров, Леонид Борисович.
26. Министр автомобильного транспорта Казахской ССР — Жакупов, Ануар Камзинович.
27. Министр бытового обслуживания населения Казахской ССР — Конакбаев, Каскатай Досович.
28. Министр коммунального хозяйства Казахской ССР — Чернышов, Александр Иванович.
29. Министр местной промышленности Казахской ССР — Наумецкий, Пётр Семёнович.
30. Министр социального обеспечения Казахской ССР — Омарова, Зауре Садвакасовна.

## Председатели Комитетов
1. Председатель Государственного комитета Совета Министров Казахской ССР по делам строительства — Быстров, Иван Александрович.
2. председатель Государственного комитета лесного хозяйства Совета Министров Казахской ССР — Мельник, Григорий Андреевич.
3. Председатель Комитета народного контроля Казахской ССР — Канцеляристов, Пётр Семёнович.
4. Председатель Государственного комитета Совета Министров Казахской ССР по надзору за безопасным ведением работ в промышленности и горному надзору — Байгалиев, Рахим Байгалиевич.
5. Председатель Государственного комитета Совета Министров Казахской ССР по профессионально-техническому образованию — Брыжин, Александр Алексеевич.
6. Председатель Государственного комитета Совета Министров Казахской ССР по телевидению и радиовещанию — Усебаев, Кенесбай.
7. Председатель Государственного комитета цен Совета Министров Казахской ССР — Смагулов, Гаван Смагулович.
8. Председатель Комитета государственной безопасности при Совете Министров Казахской ССР — Евдокименко, Георгий Степанович.
9. Начальник Главного управления Совета Министров Казахской ССР по материально-техническому снабжению — Танкибаев, Жанша Абилгалиевич.
10. Начальник Центрального статистического управления при Совете Министров Казахской ССР — Троценко, Зинаида Павловна.
11. Председатель республиканского объединения «Казсельхозтехника» Совета Министров Казахской ССР — Батраков, Алексей Семёнович.
12. Председатель Государственного комитета Совета Министров республики по печати (Госкомиздат) — Елеукенов, Шериаздан Рустемович.